# Rhingiopsis tau
Rhingiopsis tau är en tvåvingeart som beskrevs av Roder 1886. Rhingiopsis tau ingår i släktet Rhingiopsis och familjen vapenflugor. Inga underarter finns listade i Catalogue of Life.